# Гвинтівська волость
Гвинтівська волость — історична адміністративно-територіальна одиниця Путивльського повіту Курської губернії.
Станом на 1886 рік складалася з 8 поселень, 19 сільських громад. Населення — 5292 особи (2572 чоловічої статі та 2720 — жіночої), 759 дворових господарств.
|                     | Площа, десятин | У тому числі орної, десятини |
| ------------------- | -------------- | ---------------------------- |
| Сільських громад    | 4805           | 3540                         |
| Приватної власності | 6954           | 3747                         |
| Іншої власності     | 108            | 95                           |
| Загалом             | 11156          | 7602                         |

Найбільші поселення волості:
- Гвинтівське — колишнє власницьке село за 12 верст від повітового міста, 1716 осіб, 272 двори, православна церква, школа.
- Олександрівка — колишнє власницьке село, 1082 особи, 164 двори, православна церква.
- Духанівка — колишнє власницьке село, 1092 особи, 165 дворів, православна церква.
- Нечаївка — колишнє власницьке село, 754 особи, 107 дворів.